# Juan Núñez de la Peña
Juan Núñez de la Peña (La Laguna, Tenerife, Canarias, 31 de mayo de 1641 - 3 de enero de 1721) fue un estudioso e historiador canario.

## Biografía
Estudió Latín y Humanidades en el colegio de San Agustín de La Laguna y después siguió el estado eclesiástico y recibió las órdenes menores. Siendo joven viaja a la península, asentándose en Toledo, donde trabaja como notario. Regresaría a Canarías en el séquito del obispo Bartolomé Jiménez. A su regreso, comienza a recopilar datos y documentos que le servirán para escribir el libro por el que pasaría a la posteridad, "Conquista y antigüedades de la isla de la Gran Canaria y su descripción, con muchas advertencias de sus privilegios, conquistadores, pobladores y otras particularidades en la muy poderosa isla de Tenerife, dirigido a la milagrosa imagen de Nuestra Señora de Candelaria". Esta obra se publica en 1676, siendo reeditada tres años después con correcciones de su autor.
Fruto de las investigaciones que abordó para la composición de su obra, se dedicaría a la investigación de documentos municipales, notariales y eclesiásticos, especialmente los que llegaban al ayuntamiento de Tenerife. Así, confeccionaría un libro con las ordenanzas municipales, con lo que consiguió salvar unos documentos muy importantes para conocer e interpretar la vida en Canarias en su tiempo. También investigó la genealogía de casi todos los apellidos del archipiélago. Varias de esas genealogías lo fueron de encargo, y presentan importantes alteraciones para encajar falsos enlaces familiares, como han demostrado algunos autores. Por sus trabajos en el ayuntamiento de Tenerife, fue recompensado por la corona con una pensión de 200 pesos y con el título de cronista general de los reinos de Castilla y León.
Una lápida le homenajea y recuerda su memoria en la iglesia de San Agustín de La Laguna.